# ژان ووترن
ژان ووترن (فرانسوی: Jean Vautrin‎؛ ‏ ۱۷ مهٔ ۱۹۳۳ – ۱۶ ژوئن ۲۰۱۵) کارگردان، فیلم‌نامه‌نویس و نویسنده اهل فرانسه بود. وی بین سال‌های ۱۹۵۸ تا ۲۰۱۵ میلادی فعالیت می‌کرد.
وی کارگردان فیلم‌هایی همچون جف، پاپسی پاپ و خداحافظ رفیق بوده است، ووترن همچنین برنده جوایزی همچون جایزه گنکور شده است.